# Retocomus brittoni
Retocomus brittoni är en skalbaggsart som beskrevs av Abdullah 1965. Retocomus brittoni ingår i släktet Retocomus och familjen kvickbaggar. Inga underarter finns listade i Catalogue of Life.